# فيليكس بايرسدورف
فيليكس بايرسدورف (بالألمانية: Felix Beiersdorf)‏ هو لاعب كرة قدم ألماني في مركز الوسط، ولد في 1 أغسطس 1998 في لايبزيغ في ألمانيا. لعب مع آر بي لايبزيغ.

## وصلات خارجية
- فيليكس بايرسدورف على موقع قاعدة بيانات كرة القدم.إي يو (الإنجليزية)
- فيليكس بايرسدورف على موقع بيانات كرة القدم. دي إي (الألمانية)
- فيليكس بايرسدورف على موقع Soccerbase.com (لاعب) (الإنجليزية)
- فيليكس بايرسدورف على موقع Soccerway.com (الإنجليزية)
- فيليكس بايرسدورف على موقع عالم كرة القدم.نت (الإنجليزية)